# Byron Diman

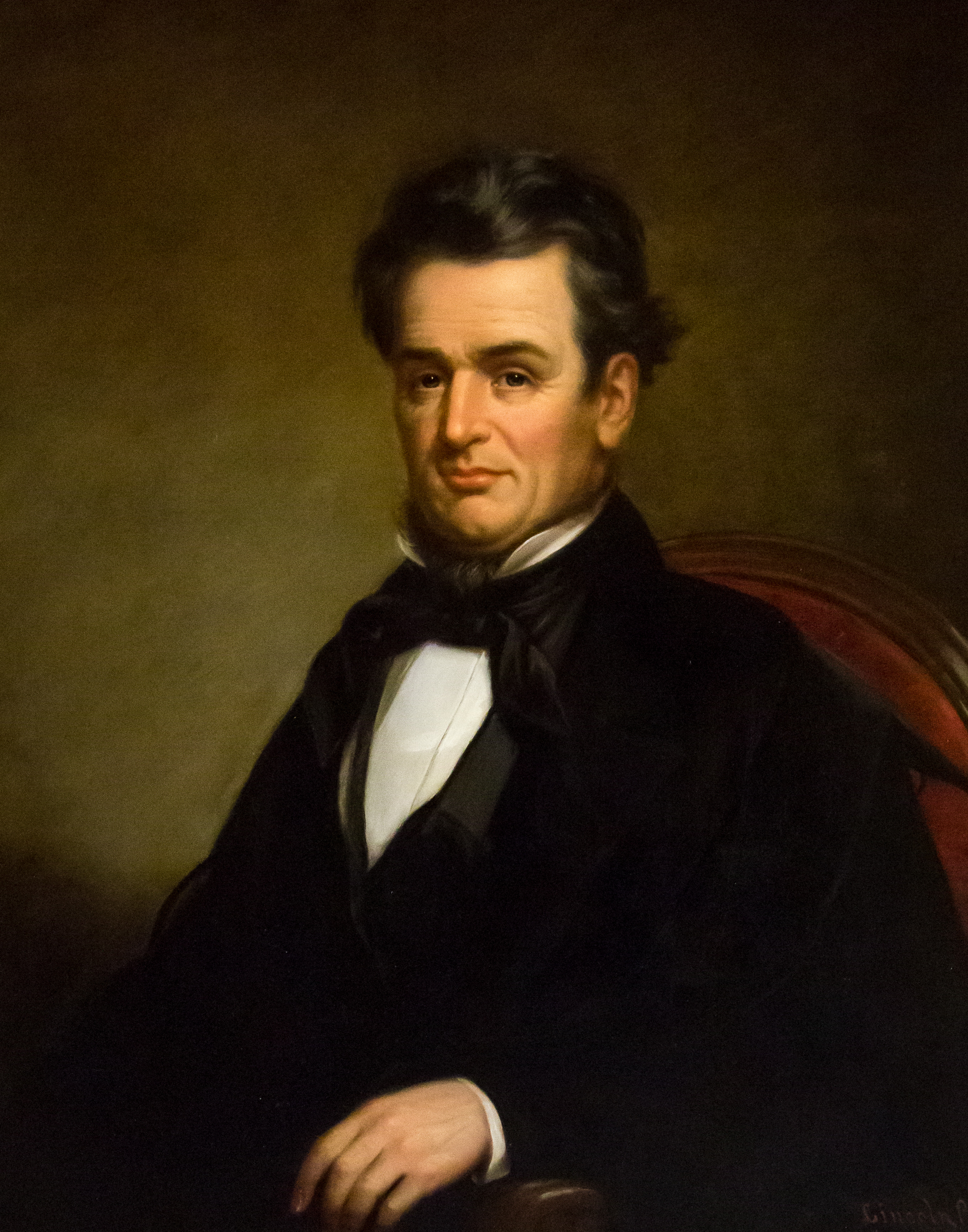
Byron Diman

Byron Diman, född 5 augusti 1795 i Bristol, Rhode Island, död 1 augusti 1865 i Bristol, Rhode Island, var en amerikansk politiker och affärsman. Han var viceguvernör i delstaten Rhode Island 1840-1842 och 1843-1846 samt guvernör 1846-1847.
Diman representerade whigpartiet som viceguvernör när Thomas Wilson Dorr 1841 inledde ett väpnat uppror med syfte att utöka rösträtten i Rhode Island. Upproret ledde till en splittring bland whigs i Rhode Island och till grundandet av Law and Order Party of Rhode Island. Diman vann guvernörsvalet 1846 som Law and Order Partys kandidat. Han gick senare med i republikanerna.
Diman avled i ett slaganfall. Hans grav finns på Juniper Hill Cemetery i Bristol, Rhode Island.